# Es geschah in …
Es geschah in … war eine 70-teilige Hörspielserie, die zwischen 1957 und 1961 vom Westdeutschen Rundfunk produziert und ausgestrahlt wurde.

## Gestalt
Ähnlich wie bei den Serien Die Jagd nach dem Täter und Das Gericht zieht sich zur Beratung zurück beruhten die Manuskripte zu jeder in sich abgeschlossenen Folge auf einer wahren Begebenheit aus verschiedenen Teilen Europas und Amerikas. Häufig lagen den Ereignissen kriminelle Handlungen zugrunde.
Die Skripte stammten von verschiedenen Autoren und eine große Anzahl von Regisseuren kam zum Einsatz, wohingegen häufig dieselben Schauspieler in anderen Charakteren mitwirkten. Die einzelnen Folgen wurden zeitweise wöchentlich oder 14-täglich, mitunter aber auch in großen Abständen von mehreren Monaten gesendet. Jede Folge war unterschiedlich lang, zwischen 30 und 50 Minuten.

## Episodenliste
| Folge | Erstsendung        | Land/Region     | Titel                                | Autor              | Regie                  | Sprecher (Auswahl)                                                                      |
| 1     | 14. Juni 1957      | Holland         | Es war ganz einfach Liebe            | Christian Geissler | Otto Kurth             | Claus Hofer, Gustl Halenke, Lilly Towska, Kaspar Brüninghaus                            |
| 2     | 28. Juni 1957      | Südamerika      | Das Dorf Monterna                    | Georg Heine        | Raoul Wolfgang Schnell | Wolfgang Wahl, Willy Maertens, Heinz Schacht, Lotti Krekel                              |
| 3     | 12. Juli 1957      | Flandern        | Kleiner Grenzverkehr                 | Fritz Raab         | Otto Kurth             | Karl Heinz Bender, Helmut Wildt, Alf Marholm, Frank Barufski                            |
| 4     | 26. Juli 1957      | Brighton        | Der blaue Haifischbauch              | Jürgen Gütt        | Kurt Meister           | Kurt Meister, Hermann Pfeiffer, Kaspar Brüninghaus, Elfriede Rückert                    |
| 5     | 27. September 1957 | Frankreich      | Der König von Uranien                | Dieter Rohkohl     | Eduard Hermann         | Kurt Meister, Elisa Türschmann, Marianne Kopatz, Karl-Maria Schley                      |
| 6     | 11. Oktober 1957   | Italien         | Adonius kehrt heim                   | Lutz Neuhaus       | Friedhelm Ortmann      | Hansjörg Felmy, Elisabeth Opitz, Manfred Heidmann, Norbert Kappen                       |
| 7     | 25. Oktober 1957   | England         | Nicht leicht, ein Narr zu sein       | Otto Bielen        | Otto Kurth             | Hans Müller-Westernhagen, Kurt Lieck, Wilhelm Pilgram, Werner Lieven                    |
| 8     | 8. November 1957   | Bayern          | Träumen ist billiger                 | Christian Geissler | Friedhelm Ortmann      | Tilla Durieux, Volker Spahr, Heinz von Cleve, Alwin Joachim Meyer                       |
| 9     | 22. November 1957  | Niederlande     | Giraffe frei Haus                    | Dieter Rohkohl     | Kurt Meister           | Kurt Meister, Katinka Hoffmann, Alf Marholm, Karl Heinz Bender                          |
| 10    | 6. Dezember 1957   | Amerika         | Die Kinder von Gallatin              | Christian Geissler | Raoul Wolfgang Schnell | Kaspar Brüninghaus, Heinz Schacht, Horst Beilke, Wilhelm Pilgram                        |
| 11    | 20. Dezember 1957  | Kanada          | Fracht gelöscht                      | Josef Martin Bauer | Ludwig Cremer          | Walter Richter, Gustl Halenke, Karl-Maria Schley, Frank Barufski                        |
| 12    | 3. Januar 1958     | den USA         | Kommt ein Vogel geflogen             | Jürgen Gütt        | Friedhelm Ortmann      | Hans Henrich, Lilly Towska, Karl Georg Saebisch, Irmgard Först                          |
| 13    | 17. Januar 1957    | England         | Die Schnüffelkommission              | Peter Tiedemann    | Otto Kurth             | Kurt Meister, Helmut Peine, Heinz Schacht, Joachim Teege                                |
| 14    | 31. Januar 1958    | Spanien         | Don Josés glückliche Hand            | Jürgen Gütt        | Raoul Wolfgang Schnell | Romuald Pekny, Wilhelm Pilgram, Frank Barufski, Peter René Körner                       |
| 15    | 14. Februar 1958   | Norddeutschland | Fideles Gefängnis                    | Josef Martin Bauer | Kurt Meister           | Wilhelm Grimm, Hermann Pfeiffer, Helmut Wildt, Kurt Müller-Graf                         |
| 16    | 28. Februar 1958   | Grönland        | Das Geschenk der Eskimos             | Peter Tiedemann    | Kurt Meister           | Hanns Ernst Jäger, Christel Engels, Alf Marholm, Eugen Lundt                            |
| 17    | 23. Mai 1958       | den Karawanken  | Grenzgänger                          | Josef Martin Bauer | Otto Kurth             | Hanns Ernst Jäger, Karl Friedrich, Helga Kruck, Werner Kreindl                          |
| 18    | 20. Juni 1958      | Spanien         | Für sechs Pesetas nach Madrid        | Otto Bielen        | Raoul Wolfgang Schnell | Kurt Ebbinghaus, Mila Kopp, Heinz Schacht, Kaspar Brüninghaus                           |
| 19    | 27. Juni 1958      | Österreich      | Der verrückte Grenzstein             | Peter Tiedemann    | Kurt Meister           | Werner Kreindl, Karl Friedrich, Hanns Ernst Jäger, Ida Krottendorf                      |
| 20    | 4. Juli 1958       | Italien         | In stato interessante                | Dieter Rohkohl     | Otto Kurth             | Nicole Heesters, Wolfgang Forester, Hermann Pfeiffer, Claus Hofer                       |
| 21    | 5. September 1958  | Thüringen       | Der König von Erfurt                 | Josef Martin Bauer | Kurt Meister           | Herbert Steinmetz, Carola Behrens, Karl Brückel, Alwin Joachim Meyer, Wolf Schlamminger |
| 22    | 7. November 1958   | Bayern          | Ärger mit Jenny                      | Otto Bielen        | Raoul Wolfgang Schnell | Siegfried Wischnewski, Heinz Klingenberg, Helmut Peine, Uta Sax                         |
| 23    | 14. November 1958  | Österreich      | Der Major von Köpenick               | Josef Martin Bauer | Friedhelm Ortmann      | Günther Tabor, Elfriede Irrall, Nicole Heesters, Manfred Inger                          |
| 24    | 21. November 1958  | Italien         | Der schwarze Rabe                    | Wolfgang Altendorf | Hermann Pfeiffer       | Carla Neizel, Dirk Dautzenberg, Hermann Pfeiffer, Karl Heinz Bender                     |
| 25    | 28. November 1958  | den USA         | Räuber und Gendarm                   | Jürgen Gütt        | Kurt Meister           | Siegfried Wischnewski, Helmut Peine, Hansjörg Felmy, Wilhelm Pilgram                    |
| 26    | 13. Februar 1959   | Italien         | Nicola                               | Wolfgang Altendorf | Heinz Dieter Köhler    | Hansjörg Felmy, Irmgard Först, Brigitte Lebaan, Lilly Towska                            |
| 27    | 20. Februar 1959   | Frankreich      | Inspektion in Lombez                 | Gerd Oelschlegel   | Hermann Pfeiffer       | Ingeborg Engelmann, Helmut Peine, Friedrich W. Bauschulte, Peter René Körner            |
| 28    | 27. Februar 1959   | Frankreich      | Bouletts letzter Wille               | Klaus Steiger      | Friedhelm Ortmann      | Gerda Maurus, Lilly Towska, Karl Georg Saebisch, Harald Leipnitz                        |
| 29    | 13. März 1959      | Spanien         | Aktion Zweispitz                     | Jürgen Gütt        | Raoul Wolfgang Schnell | Hansjörg Felmy, Helmut Griem, Uta Sax, Dinah Hinz                                       |
| 30    | 20. März 1959      | Schweden        | Solange noch das Flämmchen glüht     | Dieter Rohkohl     | Otto Kurth             | Rudolf Therkatz, Helmut Peine, Michael Degen, Heinz Schacht                             |
| 31    | 3. April 1959      | England         | Gespenst abzugsfähig                 | Wolfgang Altendorf | Edward Rothe           | Karl-Maria Schley, Ingeborg Christiansen, Gerd Martienzen, Max Mairich                  |
| 32    | 10. April 1959     | Schweden        | Schall und Rauch                     | Jürgen Gütt        | Heinz Dieter Köhler    | Kurt Lieck, Wolfgang Forester, Berni Clairmont, Gerd Martienzen                         |
| 33    | 17. April 1959     | Pommern         | Wenn einer eine Reise tut            | Jürgen Gütt        | Hermann Pfeiffer       | Kaspar Brüninghaus, Norbert Kappen, Wilhelm Grimm, Herbert Hennies, Alwin Joachim Meyer |
| 34    | 24. April 1959     | England         | Der Mann mit der Aktenmappe          | Josef Martin Bauer | Otto Kurth             | Hans Müller-Westernhagen, Lilly Towska, Rudolf Therkatz, Alf Marholm                    |
| 35    | 7. August 1959     | Südamerika      | Glück unter Verschluß                | Otto Bielen        | Hermann Pfeiffer       | Karl Georg Saebisch, Siegfried Wischnewski, Curt Faber, Werner Vielhaber                |
| 36    | 21. August 1959    | den USA         | Der Traum des Sheriffs               | Wolfgang Altendorf | Edward Rothe           | Max Mairich, Werner Kreindl, Heinz Schacht, Wilhelm Pilgram                             |
| 37    | 4. September 1959  | England         | Der Abschiedskuß                     | Wolfgang Altendorf | Heinz Dieter Köhler    | Bum Krüger, Harry Flatow, Wolfgang Reichmann, Johanna Kluge                             |
| 38    | 11. September 1959 | den USA         | Selbst ist der Mann                  | Dieter Rohkohl     | Hermann Pfeiffer       | Claus Holm, Karin Hardt, Bum Krüger, Alwin Joachim Meyer                                |
| 39    | 18. September 1959 | Italien         | Ein komischer Vogel                  | Josef Martin Bauer | Hermann Pfeiffer       | Karl-Maria Schley, Herbert Weissbach, Alwin Joachim Meyer, Curt Faber                   |
| 40    | 25. September 1959 | Spanien         | Die weiße Handtasche                 | Wolfgang Altendorf | Friedhelm Ortmann      | Klaus Steiger, Friedrich W. Bauschulte, Liselotte Quilling, Alfons Höckmann             |
| 41    | 27. November 1959  | Deutschland     | Jacke wie Hose                       | Wolfgang Altendorf | Fritz Peter Vary       | Joachim Teege, Norbert Kappen, Ingeborg Christiansen, Wilhelm Pilgram                   |
| 42    | 11. Dezember 1959  | den USA         | Alte Dame zu begleiten               | Otto Bielen        | Raoul Wolfgang Schnell | Lotte Klein-Fischer, Wilhelm Pilgram, Hans Timerding, Horst Beilke                      |
| 43    | 18. Dezember 1959  | Österreich      | Das Handtaschenwunder                | Wolfgang Altendorf | Otto Kurth             | Peter René Körner, Friedl Münzer, Manfred Inger, Christine Ostermayer, Werner Kreindl   |
| 44    | 12. Februar 1960   | Polen           | Väterchen Zar                        | Horst Pillau       | Raoul Wolfgang Schnell | Maria Corder, Friedrich W. Bauschaulte, Otto Bolesch, Kurt Meister                      |
| 45    | 19. Februar 1960   | Niederschlesien | Glasperlen                           | Josef Martin Bauer | Hermann Pfeiffer       | Heinz Schimmelpfennig, Alwin Joachim Meyer, Helmut Griem, Ilse Fürstenberg              |
| 46    | 4. März 1960       | Österreich      | Panik in Dreiburgen                  | Gerd Oelschlegel   | Hermann Pfeiffer       | Ernst Stankovski, Manfred Inger, Tilla Hohmann, Wolf Schlamminger                       |
| 47    | 11. März 1960      | Oberbayern      | Der Fremde im Dorf                   | Wolfgang Altendorf | Raoul Wolfgang Schnell | Kaspar Brüninghaus, Manfred Heidmann, Luitgard Im, Otto Bolesch                         |
| 48    | 25. März 1960      | Nordamerika     | Sylvia und die Maus                  | Dieter Rohkohl     | Edward Rothe           | Wilhelm Pilgram, Heinz Schacht, Kurt Lieck, Hanns Ernst Jäger                           |
| 49    | 8. April 1960      | Bayern          | Schüsse in Parzelle 17               | Rudolf Tourelle    | Raoul Wolfgang Schnell | Heinz Schimmelpfennig, Elisabeth Opitz, Wolfgang Forester, Alwin Joachim Meyer          |
| 50    | 22. April 1960     | Schweden        | Das Manöver beginnt                  | Horst Pillau       | Otto Kurth             | Friedrich W. Bauschulte, Ingeborg Christiansen, Helmut Griem, Hermann Pfeiffer          |
| 51    | 13. Mai 1960       | Serbien         | Die Brüder aus Mazedonien            | Josef Martin Bauer | Otto Kurth             | Günther Tabor, Lis Verhoeven, Alexander Welbat, Werner Kreindl                          |
| 52    | 20. Mai 1960       | den USA         | Der Vier-Millionen-Dollar-Scheck     | Wolfgang Altendorf | Hermann Pfeiffer       | Manfred Heidmann, Grete Wurm, Kurt Meister, Friedrich W. Bauschulte                     |
| 53    | 27. Mai 1960       | Österreich      | Eremit gesucht                       | Richard Ose        | Friedhelm Ortmann      | Manfred Inger, Werner Kreindl, Alwin Joachim Meyer, Robert Rober                        |
| 54    | 8. Juli 1960       | Frankreich      | Wegen Faulheit entlassen             | Klaus Steiger      | Friedhelm Ortmann      | Heinz Schacht, Wilhelm Pilgram, Magda Hennings, P. Walter Jacob                         |
| 55    | 15. Juli 1960      | Kirgisistan     | Ein armes Huhn                       | Josef Martin Bauer | Otto Kurth             | Siegfried Wischnewski, Hanns Ernst Jäger, Alwin Joachim Meyer, Alf Marholm              |
| 56    | 22. Juli 1960      | Hongkong        | Schwarzflug nach China               | Wolfgang Altendorf | Raoul Wolfgang Schnell | Werner Bruhns, Helmut Wildt, Kurt Lieck, Werner Hessenland                              |
| 57    | 7. Oktober 1960    | Frankreich      | Doppelgänger                         | Richard Ose        | Heinz Dieter Köhler    | Siegfried Wischnewski, Wolfgang Wahl, Kaspar Brüninghaus, Jürgen von Manger             |
| 58    | 14. Oktober 1960   | Amerika         | Der Nixomat                          | Klaus Steiger      | Raoul Wolfgang Schnell | Peter René Körner, Kurt Lieck, Wolfgang Forester, Frank Barufski                        |
| 59    | 21. Oktober 1960   | Serbien         | Uns fehlt nichts                     | Wolfgang Altendorf | Friedhelm Ortmann      | Eva Berthold, Manfred Heidmann, Herbert A. E. Böhme, Alwin Joachim Meyer                |
| 60    | 9. Dezember 1960   | Bayern          | Dreierbob                            | Horst Pillau       | Kurt Meister           | Wolf Schlamminger, Wolfgang Wahl, Werner Kreindl, Heinz von Cleve                       |
| 61    | 16. Dezember 1960  | Italien         | Arm aber frei                        | Wolfgang Altendorf | Edward Rothe           | Hugo Gottschlich, Jürgen von Manger, Wilhelm Pilgram, Friedrich W. Bauschulte           |
| 62    | 30. Dezember 1960  | Süddeutschland  | Es fing so harmlos an                | Rudolf Tourelle    | Otto Kurth             | Ida Krottendorf, Karl-Heinz Martell, P. Walter Jacob, Hermann Pfeiffer                  |
| 63    | 24. März 1961      | Deutschland     | Der Bock als Gärtner                 | Wolfgang Altendorf | Heinz Wilhelm Schwarz  | Heinz Schacht, Rudolf Therkatz, Wilhelm Pilgram, Heinz von Cleve                        |
| 64    | 7. April 1961      | England         | Noblesse oblige                      | Klaus Steiger      | Raoul Wolfgang Schnell | Kurt Ehrhardt, Margot Leonard, Helmut Peine, Alf Marholm                                |
| 65    | 28. April 1961     | Süddeutschland  | Die Überstunden des Simon Parblinger | Josef Martin Bauer | Heinz Dieter Köhler    | Moje Forbach, Peter René Körner, Kurt Großkurth, Hans Timerding                         |
| 66    | 19. Mai 1961       | Holland         | Löcher im Polder                     | Werner Helmes      | Heinz Wilhelm Schwarz  | Kaspar Brüninghaus, Lis Verhoeven, Hans Müller-Westernhagen, Alois Garg                 |
| 67    | 26. Mai 1961       | Russland        | Der Herr Bezirksrichter              | Josef Martin Bauer | Edward Rothe           | Hans Putz, Walter Richter, Kurt Beck, Stanislav Ledinek                                 |
| 68    | 2. Juni 1961       | Kanada          | Die Schatzgräber                     | Klaus Steiger      | Otto Düben             | Annemarie Marks-Rocke, Kaspar Brüninghaus, Heinz Schacht, Ernst Ronnecker               |
| 69    | 21. Juni 1961      | Österreich      | Dr. Mautner operiert                 | Horst Pillau       | Franz Zimmermann       | Hanns Ernst Jäger, Susanne Schönwiese, Alwin Joachim Meyer, Werner Kreindl              |